# Saison 2014-2015 des Hornets de Charlotte
La saison 2014-2015 des Hornets de Charlotte est la 25e saison en NBA. 
Il s’agit de la première apparition des Hornets en NBA depuis 2002. L’équipe était connue sous le nom de Bobcats de Charlotte depuis 2004. Toutefois, lorsque l’équipe change officiellement son nom pour les Hornets le 20 mai 2014, elle reprend également l’histoire et les bilans de la franchise originale des Hornets de Charlotte de la saison 1988-1989 jusqu’à la saison 2001-2002. Les Pelicans de La Nouvelle-Orléans conservent l’histoire restante qui existe sous le nom des Hornets de La Nouvelle-Orléans de la saison 2002-2003 jusqu’à la saison 2012-2013. L’équipe est dirigée par l’entraîneur Steve Clifford.

## Draft
| Tour | Choix | Joueur         | Poste | Nationalité | Provenance  |
| ---- | ----- | -------------- | ----- | ----------- | ----------- |
| 1    | 9     | Noah Vonleh    | PF    | États-Unis  | Indiana     |
| 1    | 24    | Shabazz Napier | PG    | États-Unis  | Connecticut |
| 2    | 45    | Dwight Powell  | PF    | Canada      | Stanford    |

## Classements de la saison régulière
| Conférence Est | Conférence Est         | Conférence Est | Conférence Est | Conférence Est | Conférence Est | Conférence Est | Conférence Est |
| No             | Franchise              | Vic.           | Déf.           | MJ             | MR             | % V/D          | RV             |
| -------------- | ---------------------- | -------------- | -------------- | -------------- | -------------- | -------------- | -------------- |
| 1              | Hawks d'Atlanta        | 60             | 22             | 82             | 0              | 73,2%          | -              |
| 2              | Cavaliers de Cleveland | 53             | 29             | 82             | 0              | 64,6%          | 7              |
| 3              | Bulls de Chicago       | 50             | 32             | 82             | 0              | 61,0%          | 10             |
| 4              | Raptors de Toronto     | 49             | 33             | 82             | 0              | 59,8%          | 11             |
| 5              | Wizards de Washington  | 46             | 36             | 82             | 0              | 56,1%          | 14             |
| 6              | Bucks de Milwaukee     | 41             | 41             | 82             | 0              | 50,0%          | 19             |
| 7              | Celtics de Boston      | 40             | 42             | 82             | 0              | 48,8%          | 20             |
| 8              | Nets de Brooklyn       | 38             | 44             | 82             | 0              | 46,3%          | 22             |
|                |                        |                |                |                |                |                |                |
| 9              | Pacers de l'Indiana    | 38             | 44             | 82             | 0              | 46,3%          | 22             |
| 10             | Heat de Miami          | 37             | 45             | 82             | 0              | 45,1%          | 23             |
| 11             | Hornets de Charlotte   | 33             | 49             | 82             | 0              | 40,2%          | 27             |
| 12             | Pistons de Détroit     | 32             | 50             | 82             | 0              | 39,0%          | 28             |
| 13             | Magic d'Orlando        | 25             | 57             | 82             | 0              | 30,5%          | 35             |
| 14             | 76ers de Philadelphie  | 18             | 64             | 82             | 0              | 22,0%          | 42             |
| 15             | Knicks de New York     | 17             | 65             | 82             | 0              | 20,7%          | 43             |

| Division Sud-Est     | V  | D  | MJ | % V/D | GB | Dom   | Ext   | Div  | Conf  |
| -------------------- | -- | -- | -- | ----- | -- | ----- | ----- | ---- | ----- |
| Hawks d'Atlanta      | 60 | 22 | 82 | 73,2% | -  | 35-6  | 25-16 | 12-4 | 38-14 |
| Washington Wizards   | 46 | 36 | 82 | 56,1% | 14 | 29-12 | 17-24 | 10-6 | 30-22 |
| Heat de Miami        | 37 | 45 | 82 | 45,1% | 23 | 20-21 | 17-24 | 6-10 | 25-27 |
| Hornets de Charlotte | 33 | 49 | 82 | 40,2% | 27 | 19-22 | 14-27 | 8-8  | 25-27 |
| Magic d'Orlando      | 25 | 57 | 82 | 30,5% | 35 | 13-28 | 12-29 | 4-12 | 15-37 |

## Effectif
| Hornets de Charlotte Effectif 2014-2015 |    |                                                |                        |                       |
| Entraîneur : Steve Clifford             |    |                                                |                        |                       |
| Pivot                                   | 8  | Drapeau de la république démocratique du Congo | Bismack Biyombo        | RD Congo              |
| Arrière                                 | 30 | Drapeau des États-Unis                         | Troy Daniels           | Virginia Commonwealth |
| Arrière                                 | 19 | Drapeau des États-Unis                         | P. J. Hairston         | North Carolina        |
| Arrière                                 | 9  | Drapeau des États-Unis                         | Gerald Henderson       | Duke                  |
| Pivot                                   | 25 | Drapeau des États-Unis                         | Al Jefferson (C)       | Prentiss HS           |
| Ailier                                  | 14 | Drapeau des États-Unis                         | Michael Kidd-Gilchrist | Kentucky              |
| Ailier fort                             | 54 | Drapeau des États-Unis                         | Jason Maxiell          | Cincinnati            |
| Meneur                                  | 22 | Drapeau des États-Unis                         | Brian Roberts          | Dayton                |
| Arrière                                 | 1  | Drapeau des États-Unis                         | Lance Stephenson       | Cincinnati            |
| Arrière                                 | 44 | Drapeau des États-Unis                         | Jeffery Taylor         | Vanderbilt            |
| Ailier fort                             | 11 | Drapeau des États-Unis                         | Noah Vonleh            | Indiana               |
| Meneur                                  | 15 | Drapeau des États-Unis                         | Kemba Walker (C)       | Connecticut           |
| Ailier                                  | 2  | Drapeau des États-Unis                         | Marvin Williams        | North Carolina        |
| Meneur                                  | 7  | Drapeau des États-Unis                         | Mo Williams            | Alabama               |
| Pivot                                   | 40 | Drapeau des États-Unis                         | Cody Zeller            | Indiana               |
| (C) - Capitaine, Blessé                 |    |                                                |                        |                       |

## Statistiques
| Joueur                 | MJ | MC | MPG  | FG%  | 3P%   | FT%   | RPG | APG | SPG | BPG | PPG  |
| ---------------------- | -- | -- | ---- | ---- | ----- | ----- | --- | --- | --- | --- | ---- |
| Bismack Biyombo        | 64 | 21 | 19.4 | .543 | .000  | .580  | 6.4 | 0.3 | 0.3 | 1.5 | 4.8  |
| Troy Daniels           | 11 | 0  | 12.3 | .458 | .472  | .860  | 0.7 | 0.5 | 0.3 | 0.1 | 7.0  |
| P. J. Hairston         | 45 | 2  | 15.3 | .323 | .301  | .860  | 2.0 | 0.5 | 0.5 | 0.3 | 5.6  |
| Gerald Henderson       | 80 | 72 | 28.9 | .437 | .331  | .850  | 3.4 | 2.6 | 0.6 | 0.3 | 12.1 |
| Al Jefferson           | 65 | 61 | 30.6 | .481 | .400  | .650  | 8.4 | 1.7 | 0.7 | 1.3 | 16.6 |
| Michael Kidd-Gilchrist | 55 | 51 | 28.9 | .465 | .000  | .700  | 7.6 | 1.4 | 0.5 | 0.7 | 10.9 |
| Jason Maxiell          | 61 | 0  | 14.4 | .422 | .000  | .580  | 3.3 | 0.3 | 0.3 | 0.7 | 3.3  |
| Gary Neal              | 43 | 0  | 21.7 | .359 | .293  | 0.860 | 2.2 | 1.9 | 0.4 | 0.0 | 9.6  |
| Jannero Pargo          | 9  | 0  | 8.1  | .429 | .409  | 1.000 | 0.3 | 0.9 | 0.0 | 0.0 | 4.6  |
| Brian Roberts          | 72 | 10 | 18.5 | .389 | .321  | .890  | 1.5 | 2.3 | 0.5 | 0.1 | 6.7  |
| Lance Stephenson       | 61 | 25 | 25.8 | .376 | .171  | .630  | 4.5 | 3.9 | 0.6 | 0.1 | 8.2  |
| Jeff Taylor            | 29 | 13 | 14.8 | .395 | .306  | .630  | 1.8 | 0.8 | 0.4 | 0.0 | 4.4  |
| Noah Vonleh            | 25 | 0  | 10.4 | .395 | .385  | .690  | 3.4 | 0.2 | 0.2 | 0.4 | 3.3  |
| Kemba Walker           | 62 | 58 | 34.2 | .385 | .304  | .830  | 3.5 | 5.1 | 1.4 | 0.6 | 17.3 |
| Marvin Williams        | 78 | 37 | 26.1 | .424 | .358  | .710  | 4.9 | 1.3 | 0.9 | 0.5 | 7.4  |
| Mo Williams            | 27 | 14 | 30.8 | .390 | .337  | .890  | 2.8 | 6.0 | 0.6 | 0.2 | 17.2 |
| Cody Zeller            | 62 | 45 | 24.0 | .461 | 1.000 | .770  | 5.8 | 1.6 | 0.6 | 0.8 | 7.6  |

## Transactions

### Transferts
| 26 juin    | Vers Charlotte Hornets - Droits sur P. J. Hairston - Droits sur Semaj Christon - Second tour de draft 2019 - Compensation financière | Vers Heat de Miami - Droits sur Shabazz Napier                                                   |
| 26 juin    | Vers Hornets de Charlotte - Compensation financière                                                                                  | Vers Thunder d'Oklahoma City - Droits sur Semaj Christon                                         |
| 12 juillet | Vers Hornets de Charlotte - Scotty Hopson - Compensation financière                                                                  | Vers Suns de Phoenix - Isaiah Thomas (sign and trade)                                            |
| 12 juillet | Vers Kings de Sacramento - Droits sur Alex Oriakhi                                                                                   | Vers Cavaliers de Cleveland - Brendan Haywood - Droits sur Dwight Powell                         |
| 13 juillet | Vers Hornets de Charlotte - Compensation financière                                                                                  | Vers Lakers de Los Angeles - Jeremy Lin - Premier tour de draft 2015 - Second tour de draft 2015 |
| 13 juillet | Vers Pelicans de La Nouvelle-Orléans - Scotty Hopson                                                                                 | Vers Rockets de Houston - Droits sur Serhiy Lichtchouk                                           |
| 10 février | Vers Hornets de Charlotte - Mo Williams - Troy Daniels                                                                               | Vers Timberwolves du Minnesota - Gary Neal - Tours de drafts                                     |

### Renouvellement
| Date       | Joueur        |
| ---------- | ------------- |
| 25/07/2014 | Jannero Pargo |

### Arrivées
| Date       | Joueur           | Ancienne équipe                 |
| ---------- | ---------------- | ------------------------------- |
| 18/07/2014 | Lance Stephenson | Pacers de l'Indiana             |
| 21/07/2014 | Marvin Williams  | Jazz de l'Utah                  |
| 23/07/2014 | Brian Roberts    | Pelicans de La Nouvelle-Orléans |
| 28/09/2014 | Jason Maxiell    | Magic d'Orlando                 |

### Départs
| Date       | Joueur                | Nouvelle équipe         |
| ---------- | --------------------- | ----------------------- |
| 18/06/2014 | Josh McRoberts        | Heat de Miami           |
| 12/07/2014 | Brendan Haywood       | Cavaliers de Cleveland  |
| 21/07/2014 | Anthony Tolliver      | Suns de Phoenix         |
| 25/07/2014 | Luke Ridnour          | Magic d'Orlando         |
| 03/09/2014 | Chris Douglas-Roberts | Clippers de Los Angeles |
| 04/10/2014 | D. J. White           | Laboral Kuxta Vitoria   |